# Cardium
Genre
Cardium est un genre de bivalves de la famille des Cardiidae. Jusqu'au début du XIXe siècle, ce genre créé par Carl von Linné en 1758 a regroupé l'ensemble des représentants de la famille des cardiidés, connus sous les noms de « bucardes » ou de « coques ». Par la suite, il a été rapidement subdivisé si bien que, de nos jours, le genre Cardium proprement dit ne comporte plus qu'un nombre réduit d'espèces.

## Liste d'espèces
Selon World Register of Marine Species (1 juin 2016) :
- Cardium costatum Linnaeus, 1758
- Cardium indicum Lamarck, 1819
- Cardium maxicostatum Ter Poorten, 2007